# Benedikt Baur
Benedikt Baur O.S.B. (* 9 de Dezembro de 1877 em Mengen como Karl Borromäus Baur; † 10 de Novembro de 1963 em Beuron) foi um beneditino alemão e professor de teologia. Ele foi o 5º Arquiabade da Arquiabadia de Beuron.

## Vida
Baur ingressou em 1897 na Congregação dos Beneditinos em Beuron, colocada no dia 5 Em outubro de 1898 professou ali e foi ordenado sacerdote em 20 de setembro de 1903. Em 1904 foi promovido a Doutor em Teologia. De 1905 a 1913, ele ensinou dogmática e direito canônico no Theological College em Beuron. De 1907 a 1910, ele também foi prefeito dos clérigos lá. De 1931 a 1938, ele foi professor de dogmática no colégio religioso romano, o Ateneu Papal Sant'Anselmo  e em Salzburgo e Einsiedeln.
Em 1938 foi nomeado Subprior em Beuron pelo Papa Pio XI. Nomeado abade em 1938. A partir de 18 de janeiro de 1938 a 1955, ele foi o quinto Arquiabade de Beuron. A bênção do Abade aconteceu no dia 24 de fevereiro de 1938 pelo arcebispo Conrad Gröber.
Baur prestou grandes serviços ao Arquiabadia de Beuron e à Congregação de Beuron. Ele estava principalmente envolvido com liturgia e pesquisa de manuscritos e foi o fundador do Instituto Vetus Latina.  Benedikt Baur era considerado um oponente do regime nazista.
Ele publicou inúmeras obras e escritos sobre assuntos espirituais que apareceram em várias línguas.